# Louis Armand I, prins de Conti
Louis Armand I, prins de Conti, född 1661, död 1685, var en fransk adelsman. Han var svärson till Ludvig XIV. 
Han var prins de Conti 1666-1685 och som sådan medlem av franska kungahuset. 
Han gifte sig 1680 med Marie Anne de Bourbon, dotter till kung Ludvig XIV av Frankrike och Madame de Montespan. Äktenskapet var barnlöst. 
Han tjänstgjorde i kriget i Spanska Nederländerna och i Ungern. 
Han avled sedan han smittats med smittkoppor av sin fru.